# Casa de Liechtenstein
Casa de Liechtenstein este o familie princiară, domnitoare a Principatului Liechtenstein. Șeful actual al familiei este Alteța Sa Serenisimă Principele Hans Adam al II-lea, al XV-lea Principe Suveran al Liechtensteinului.